# François Sebrechts
François Louis Charles Sebrechts (Anderlecht, 19 maart 1901 - Sint-Jans-Molenbeek, 5 juli 1975) was een Belgisch volksvertegenwoordiger.

## Levensloop
Sebrechts werd in 1932 verkozen tot gemeenteraadslid van Sint-Jans-Molenbeek en in 1947 werd hij er schepen.
In 1961 volgde hij de ontslagnemende Jules-Alexandre Messinne op als BSP-volksvertegenwoordiger voor het arrondissement Brussel en vervulde dit mandaat tot in 1965.